# Gordán Gyuri
Gordán Gyuri betyár, zsivány, aki a 19. század utolsó negyedében élt.

## Élete
A Torna vidéken garázdálkodott. Neki és bandájának központja Hacsava (Hačava) volt, akkori hivatalos nevén Ájfalucska vagy népiesen egyszerűen Falucska. Természetesen a falu határában éltek az ott található számos barlangokban és üregekben, ahová szükség esetén elbújhattak. Az egyik ilyen üreget ma is Gordán-lyuknak (szlovákul: Gordánová dira) mondják. Az alsó-szepességi Kojsóhegy alatti Folkmáról származott. Zsiványságai miatt hamar menekülnie kellett a pandúrok elől, és tevékenykedésének folytatására megfelelőbb tájat nem is találhatott volna, mint az akkoriban még hozzáférhetetlen Falucskán és környékén. Működési területe az alsószepességi Merény (Nálepkovo), Svedlér, Szepesremete (Mnisek), Stósz és Mecenzéf vidéke volt. De néha váratlanul egészen messze, a Cserehátra is elkalandoztak. Többször került börtönbe rövidebb vagy hosszabb időre; néhányszor meg is szökött. Egy alkalommal több évre elítélték és bezárták az ilosvai börtönbe.